# 蟋蟀樂隊

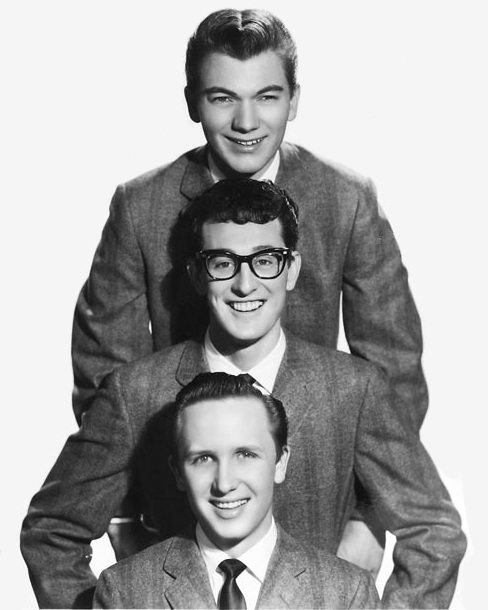
蟋蟀樂隊

蟋蟀乐队（The Crickets）是一支起源于美國得克萨斯州拉伯克的美国摇滚乐队，创作型歌手巴迪·霍利于1957年1月组建该乐队。他们于1957年5月发行首张热门专辑《That'll Be the Day》，並于1957年9月16日在告示牌百大單曲榜登上第三名。他们的首张专辑《The "Chirping" Crickets》的封套上有当时的乐队阵容：主唱、主吉他手：霍利；节奏吉他手：尼基·沙利文；鼓手：傑瑞·埃里森；贝斯手：喬·莫爾丁。蟋蟀乐队以吉他、贝斯、鼓为主乐器，演唱原创歌曲，为后来的摇滚乐队（如披頭四樂隊）确立了样板。霍利于1959年遇空难（音樂死去的那一天）离世，乐队在1960年代以及之后的年月里继续巡演，录制唱片，一直活跃到21世纪。